# Дёшево и сердито (альбом)
«Дёшево и сердито» — дебютный студийный альбом российской рэп-группы Ю.Г., выпущенный на аудиокассетах в декабре 2000 года на лейбле RAP Recordz.
Альбом был записан в период с 1999 по 2000 год на московской студии M.Y.M. Recordz. В записи альбома приняли участие московские рэперы Лигалайз, Sir-J, D-Бош, Мандр (Южный Фронт), «Рабы лампы», Nonamerz и Йёри.
Альбом был выпущен лейблом RAP Recordz одновременно с альбомами групп Nonamerz («Не эгоисты») и D.O.B. («M.C. — Мастера Слова») под лозунгом «Революция свершилась». Дистрибьюцией альбома занимался концерн «Видеосервис». По словам исполнительного продюсера лейбла RAP Recordz, первый альбом группы Ю.Г. был продан в количестве 30 000 аудиокассет, которые в то время были основным носителем.
Альбом переиздавался два раза. «Ещё дешевле, ещё сердитее» вышел 24 декабря 2001 года на лейбле RAP Recordz. В первое переиздание вошло три новых трека, а также видеоклип на песню «Ещё один день, часть 2». В 2005 году альбом был полностью перезаписан с новым звучанием и переиздан на лейбле Respect Production под названием «Дёшево и сердито 2005». Песня «Финал 2000» из оригинального издания никогда не переиздавалась.
В 2012 году лейбл RAP Recordz впервые опубликовал на своём сайте цензурную версию альбома «Дёшево и сердито» в студийном качестве, и сделал альбом доступным для бесплатного цифрового скачивания.

## Запись альбома
Осенью 1999 года в офисе журнала «RAPпресс» участники группы Ю.Г. (Андрей «Кит» Чернышов и Антон «M.F.» Бобринёв) знакомятся с Дмитрием «Dime» Нечаевым, который на тот момент работал редактором журнала. Они показали ему трек «Посвящается всем» (записанный при участии Sir-J), после чего группы Ю.Г. и Nonamerz решили записать совместную композицию «Между двух океанов», вошедшую в дебютный альбом группы Ю.Г., «Дёшево и сердито». Следующим треком стала композиция «Ещё один день. Часть 2», записанная в марте 2000 года. О процессе записи трека Дайм рассказал в интервью «Inside Show»:
Мой куплет лежал в столе года два. Семпл для песни я нашёл в квартире у однокурсницы при подготовке к государственному экзамену, случайно поставив компакт-диск исполнителя Zucchero. Я забрал этот диск и так и не вернул ей его. На тот момент мы только познакомились с Мандром, услышав его на песне с ЮГами («Жизнь проходит зря?!»). На студии Dr. N-Drey долго заставлял его исполнить куплет правильно. Когда КИТ сделал бит, он сказал, что они (Кит и M.F.) тоже поучаствует в песне. И насколько я знаю, эти текста они написали сами.
Трек вошёл в сборник «Лучший хип-хоп» от лейбла RAP Recordz, который вышел 29 июля 2000 года. Благодаря ротации в тематической передаче «Freestyle» на радиостанции «Станция 2000» композиция стала хитом.
На момент записи альбома двое участников группы, Виктор «Винт» Кисткин и Александр «С.О. Макъ» Тищенко, находились на службе в армии, поэтому свои куплеты Винт записал после возвращения из армии в апреле 2000 года, а Макъ записывал куплеты на студии во время увольнительных из армии. Во время одной из таких увольнительных за одну студийную сессию Макъ исполнил девять треков подряд, и все дубли с этой записи оказались окончательными. Все треки альбома спродюсировал Андрей «Кит» Чернышов, кроме двух — «Посвящается всем», «Ода уходящего года», которые он спродюсировал совместно с Sir-J'ем. Все текста для группы Ю.Г. написал Макъ, находясь в госпитале во время службы в армии. В 2005 году в интервью для рэп-портала Rap.ru Мак рассказал подробности записи альбома:
Я получил удовольствие, работая над ним. «Дёшево и сердито» был написан за неделю в туалете военного госпиталя, это было единственное место, где можно было писать. Мне кажется, не так важно, кто написал, работает-то весь коллектив. Разве кто-то интересуется, кто пишет песни Селин Дион? А человек неплохо зарабатывает. Или музыку Майклу Джексону.
Темы композиций группы затрагивают широкий круг вопросов: от философии, поиска смысла жизни, вопросов добра и зла до социальных и бытовых проблем, с которыми ежедневно сталкивается каждый, при этом в песнях нет ни одной строчки неправды или вымысла. Все истории — это истории из жизни Ю.Г.’ов и их близких друзей.
В 2001 году на сайте лейбла RAP Recordz вышла статья от участников группы Ю.Г., описывающих каждый трек в переиздании альбома.

## Видеоклип
Главной песней в альбоме считалась «Ещё один день, часть 2». Осенью 2000 года было снято две версии видеоклипа на песню «Ещё один день, часть 2». Первая версия видеоклипа, названная «версия Ю.Г.», вышла в альбоме «Ещё дешевле, ещё сердитее» 24 декабря 2001 года, а вторая версия, «версия Nonamerz», вышла в альбоме «Всё ещё не эгоисты» группы Nonamerz 21 января 2002 года. Говоря о различиях версий, надо сказать, что «версия Ю.Г.» выполнена в серо-зелёной гамме с большим количеством уличных съёмок, а «версия Nonamerz» наоборот — цветная, а основа ролика — клубное выступление групп. Премьера одной из версий видео должна была состояться на телеканале «MTV Россия» по выбору руководства канала в декабре 2001 года, но клип так и не был показан. Обе версии видеоклипа можно было скачать на сайте RAP Recordz в конце января 2002 года.

## Приём критиков
В 2001 году белорусская «Музыкальная газета» назвала альбом «Дёшево и сердито» «неплохим альбомом, действительно заслуживающим внимания».
В 2001 году главный редактор журнала «RAPпресс», Константин «Крыж», назвал первый альбом группы Ю.Г. одним из лучших рэп-альбомов 2000 года наряду с альбомами групп Nonamerz и D.O.B..
В 2001 году журнал «Птюч» написал, что новый альбом московской группы Ю.Г. «грузит невероятно»:
От былого чёрного юмора «Стальной Бритвы» не осталось и следа. На полном серьёзе ребята уверяют, что мы все скоро умрём, потому что «в душах пусто, а в сердцах мусор». В кэмповой песне «Когда мы были молодыми» они развивают эту тему, несколько раз повторяя, что уже не помнят, когда же были молодыми, так как уже наполовину трупы. Дальше идёт по нарастающей: трупы вместе с ангелами зла готовятся к финальной битве, солнце гаснет и вскипают океаны, не остаётся времени, чтобы прочесть молитву, и кто-то совершает крестовый поход. Очень своеобразное апокалиптическое мировоззрение, свойственное готическому року, только положенное на хоповый бит с сэмплами из советских фильмов. Рекомендуется для мизантропов и людей с МДП.
В 2004 году портал Rap.ru отметил, что ЮГ отличался жёстким стилем и бескомпромиссными текстами, как правило — социальной направленности, а их альбом «Дёшево и сердито» плотно встряхнул Москву и регионы — это был шаг в высшую лигу хип-хопа.
В 2007 году главный редактор сайта Rap.ru, Андрей Никитин, назвал альбом одним из главных альбомов русского рэпа 2000 года.
В 2009 году редакторы сайта Rap.ru, Андрей Никитин и Руслан Муннибаев, поместили альбом в свой список «10 важнейших альбомов русского рэпа»:
Если ростовская «Каста» развивала идеи и культ Wu-Tang Clan, то эти четверо с юго-востока Москвы перенесли на московскую землю идеи и образы Mobb Deep и других нью-йоркских правдорубов-гопников. Исключительно социальная направленность песен, отличная музыка Кита, мало чем уступающая творениям их кумиров, и небанальные тексты на, казалось бы, избитые темы. Группа могла бы повторить успех той же «Касты», но неожиданный уход текстовика Мака, произошедший четыре года назад, фактически поставил крест на «ЮГе».
В 2015 году музыкально-развлекательный портал The Flow написал, что дебютный альбом «Дёшево и сердито» превратил Ю.Г. в одного из лидеров московской андерграунд-сцены, а за стиль продакшена и откровенные текста сравнил группу Ю.Г. с американской рэп-группой Mobb Deep.
В 2018 году российский портал Rap.ru создал интернет-опрос «Помнишь ли ты альбом Ю.Г. „Дёшево и сердито“», в котором назвал альбом «классическим альбомом русского рэпа», а также добавил, что «в своё время этот альбом стал настоящим откровением, произвёл эффект разорвавшейся бомбы и навсегда вошёл в историю отечественного хип-хопа».

## Список композиций

### Оригинальное издание
| Номер трека | Название                           | Участвует          | Музыка              | Время |
| ----------- | ---------------------------------- | ------------------ | ------------------- | ----- |
| 01          | «Пролог»                           | Лигалайз           | Мёртвый Кит         | 2:35  |
| 02          | «Когда мы были молодыми»           |                    | Мёртвый Кит         | 3:47  |
| 03          | «Посвящается всем»                 | Sir-J a.k.a. Jino  | Мёртвый Кит & Sir-J | 4:32  |
| 04          | «Так как есть»                     |                    | Мёртвый Кит         | 3:28  |
| 05          | «Нули и единицы»                   | D-Бош              | Мёртвый Кит         | 5:14  |
| 06          | «Жизнь проходит зря!?»             | Мандр              | Мёртвый Кит         | 3:20  |
| 07          | «Финал 2000»                       |                    | Мёртвый Кит         | 5:28  |
| 08          | «Новый раунд/Свежая кровь»         |                    | Мёртвый Кит         | 4:00  |
| 09          | «Ода уходящего года»               | Рабы лампы и Sir-J | Мёртвый Кит & Sir-J | 4:39  |
| 10          | «Поколение»                        |                    | Мёртвый Кит         | 5:05  |
| 11          | «Между двух океанов»               | Nonamerz           | Мёртвый Кит         | 4:15  |
| 12          | «Последнее слово»                  | Yori               | Мёртвый Кит         | 5:35  |
| 13          | «Эпилог»                           |                    | Мёртвый Кит         | 0:46  |
| 14          | «Ещё один день ч.2» (Видео версия) | Nonamerz & Мандр   | Мёртвый Кит         | 4:00  |

- Запись, сведение и TAPE-мастеринг: Ян И. С. на студии M.Y.M. Recordz, Москва
- Лейбл: RAP Recordz

### Переиздание 2001 года (Ещё дешевле, ещё сердитее)
| Номер трека | Название                            | Участвует          | Музыка              | Время |
| ----------- | ----------------------------------- | ------------------ | ------------------- | ----- |
| 01          | «Пролог»                            | Лигалайз           | Мёртвый Кит         | 2:39  |
| 02          | «Когда мы были молодыми»            |                    | Мёртвый Кит         | 3:43  |
| 03          | «Так как есть»                      |                    | Мёртвый Кит         | 3:32  |
| 04          | «Между двух океанов»                | Nonamerz           | Мёртвый Кит         | 4:14  |
| 05          | «Поколение»                         |                    | Мёртвый Кит         | 5:01  |
| 06          | «Жизнь проходит зря!?»              | Мандр              | Мёртвый Кит         | 3:19  |
| 07          | «Посвящается всем»                  | Sir-J a.k.a. Jino  | Мёртвый Кит & Sir-J | 4:32  |
| 08          | «Новый раунд/Свежая кровь»          |                    | Мёртвый Кит         | 4:12  |
| 09          | «Нули и единицы»                    | D-Бош              | Мёртвый Кит         | 4:54  |
| 10          | «Ода уходящего года»                | Рабы лампы и Sir-J | Мёртвый Кит & Sir-J | 4:35  |
| 11          | «Последнее слово»                   | Yori               | Мёртвый Кит         | 4:44  |
| 12          | «Братва в шоколаде (Интерлюдия)»    | Влади              | Мёртвый Кит         | 1:53  |
| 13          | «Ростов — Москва (RMX)»             | Каста              | Мёртвый Кит         | 5:08  |
| 14          | «Всё ещё ждём (Интерлюдия)»         | Влади              | Мёртвый Кит         | 0:22  |
| 15          | «Ещё один день ч.2» (Видео версия)  | Nonamerz & Мандр   | Мёртвый Кит         | 4:00  |
| 16          | «Т.Х.А.П.»                          |                    | Мёртвый Кит         | 4:33  |
| 17          | «Всё ещё дешевле, всё ещё сердитее» |                    | Мёртвый Кит         | 3:52  |

- Запись, сведение и TAPE-мастеринг: Ян И. С. на студии M.Y.M. Recordz, Москва
- Исполнительный продюсер: Dime
- Лейбл: RAP Recordz

### Переиздание 2005 года (Дёшево и сердито 2005)
| Номер трека | Название                                | Участвует          | Музыка                         | Время |
| ----------- | --------------------------------------- | ------------------ | ------------------------------ | ----- |
| 01          | «Из Нагатино (Интро)» (видеоархив 1999) |                    | Мёртвый Кит                    | 0:16  |
| 02          | «Так как есть»                          |                    | Мёртвый Кит                    | 3:32  |
| 03          | «Когда мы были молодыми»                | Maestro A-Sid      | Мёртвый Кит, Редкий Вид        | 3:43  |
| 04          | «Посвящается всем»                      | Sir-J a.k.a. Jino  | Мёртвый Кит, Димастый          | 4:26  |
| 05          | «Нули и единицы»                        | D-Бош              | Мёртвый Кит                    | 4:54  |
| 06          | «Жизнь проходит зря!?»                  | Мандр              | Мёртвый Кит                    | 3:15  |
| 07          | «Новый раунд/Свежая кровь»              |                    | Мёртвый Кит                    | 3:56  |
| 08          | «Ода уходящего года»                    | Рабы лампы и Sir-J | Мёртвый Кит & Sir-J            | 4:35  |
| 09          | «Поколение»                             |                    | Мёртвый Кит, Ян И.С., Димастый | 4:29  |
| 10          | «Между двух океанов»                    | Nonamerz           | Мёртвый Кит                    | 4:18  |
| 11          | «Ещё дешевле и ещё сердитее»            |                    | Мёртвый Кит                    | 3:56  |
| 12          | «Ещё один день ч.2» (Видео версия)      | Nonamerz & Мандр   | Мёртвый Кит, Костыль           | 4:26  |
| 13          | «В метрополитене» (Бонус 2005)          |                    | Мёртвый Кит, Костыль           | 3:43  |
| 14          | «Последнее слово»                       | Рива, DJedi Хобот  | Мёртвый Кит, Ян И.С.           | 5:46  |

- Запись, сведение и TAPE-мастеринг: Ян И. С. (Янис Иванович Сурвилло) на студии M.Y.M. Recordz, Москва, 2004—2005 гг.
- Лейбл: Respect Production

## Чарты и ротации
С августа 1999 по май 2001 года песни из первого альбома звучали в программе «Freestyle» на радио «Станция 2000», включая их хит «Ещё один день. Часть 2» (feat. Nonamerz & Мандр).
В 2003 году песни «Ещё один день. Часть 2» и «Новый раунд/Свежая кровь» группы Ю.Г. прозвучали в хип-хоп передаче «Фристайл» на «Нашем Радио».
По данным интернет-проекта Moskva.FM, песня «Ещё один день. Часть 2» (Nonamerz, Ю.Г. и Мандр) является самым популярным треком группы на радио, который с 2009 по 2015 год прослушали 4 тысячи раз, а с 2013 по 2015 год прослушали 6 тысяч раз.